# Roland Mitoraj
Roland Mitoraj (* 5. února 1940, Bourges) je bývalý francouzský fotbalista, obránce. 

## Fotbalová kariéra
Hrál za  AS Saint-Étienne, Paris Saint-Germain FC a FC Girondins de Bordeaux. S AS Saint-Étienne získal šest mistrovských titulů a tři vítězství v poháru. V Poháru mistrů evropských zemí nastoupil v 10 utkáních a v Poháru vítězů pohárů nastoupil ve 3 utkáních a dal 1 gól. Za reprezentaci Francie nastoupil v letech 1967-1968 ve 3 utkáních. 

## Ligová bilance
| Ročník            | Zápasy | Góly | Klub                     |
| ----------------- | ------ | ---- | ------------------------ |
| Ligue 1 1958/1959 | 7      | 4    | AS Saint-Étienne         |
| Ligue 1 1959/1960 | 17     | 6    | AS Saint-Étienne         |
| Ligue 1 1960/1961 | 11     | 3    | AS Saint-Étienne         |
| Ligue 1 1961/1962 | 4      | 1    | AS Saint-Étienne         |
| Ligue 1 1962/1963 | 19     | 4    | AS Saint-Étienne         |
| Ligue 1 1963/1964 | 10     | 0    | AS Saint-Étienne         |
| Ligue 1 1964/1965 | 10     | 0    | AS Saint-Étienne         |
| Ligue 1 1965/1966 | 29     | 2    | AS Saint-Étienne         |
| Ligue 1 1966/1967 | 24     | 0    | AS Saint-Étienne         |
| Ligue 1 1967/1968 | 37     | 4    | AS Saint-Étienne         |
| Ligue 1 1968/1969 | 34     | 0    | AS Saint-Étienne         |
| Ligue 1 1969/1970 | 19     | 0    | AS Saint-Étienne         |
| Ligue 2 1970/1971 | 28     | 0    | Paris Saint-Germain FC   |
| Ligue 1 1971/1972 | 35     | 0    | Paris Saint-Germain FC   |
| Ligue 1 1972/1973 | 28     | 0    | FC Girondins de Bordeaux |
| Ligue 1 1973/1974 | 8      | 0    | FC Girondins de Bordeaux |
| CELKEM Ligue 1    | 292    | 24   |                          |